# Historiola
Una historiola es un término moderno para un hechizo o conjuro que consigue una acción mágica deseada y que es proporcionada por un mito.
Se pueden encontrar en la mitología egipcia, mesopotámica y griega, pero también en la magia judía o en rituales cristianos de exorcismo a los endemoniados en los períodos bizantino y postbizantino.
En los papiros mágicos greco egipcios se relatan varios hechizos por los que mediante recitaciones de relatos míticos una divinidad superaba una enfermedad o ataque de tal manera que el médico obtenía un poder mágico para poner un tratamiento y poder curar a su paciente.
Con un mito egipcio, conocido como "La diosa Isis y el nombre secreto de Ra", por medio de una historiola de un hechizo mágico, se podía liberar de algún mal o afección. Isis pudo engañar a Ra para que le dijera su nombre secreto. La diosa tomó un poco de la tierra donde había caído la saliva de Ra. Con ella formó una serpiente que puso en el camino por el que transitaba el dios diariamente y de la mordedura de la misma tuvo un dolor tan intenso que la única forma de curarse fue revelarle su nombre secreto.